# Luchthaven Mykonos
Luchthaven Mykonos (Grieks: Κρατικός Αερολιμένας Μυκόνου, Engels: Mykonos Island National Airport) is een vliegveld op het Griekse eiland Mykonos. Hoewel de Engelse naam anders doet vermoeden is het niet enkel een nationale luchthaven. Vooral in de zomermaanden heeft de luchthaven veel internationale verbindingen. Toen de luchthaven werd geopend in 1971 had het echter alleen maar nationale vluchten. Toen er later ook internationale vluchten werden afgehandeld, is de officiële naam van het vliegveld niet gewijzigd.

## Privatisering
In december 2015 werd de privatisering van de internationale luchthaven van Mykonos en 13 andere regionale luchthavens van Griekenland afgerond met de ondertekening van de overeenkomst tussen de gemeenschappelijke onderneming Fraport AG / Copelouzos Group en het privatiseringsfonds van de staat. Volgens de overeenkomst zal de joint venture de 14 luchthavens (inclusief de luchthaven van Mykonos) gedurende 40 jaar exploiteren.
Fraport begon met het beheer van de luchthaven vanaf 11 april 2017. Op 22 maart 2017 presenteerde Fraport-Greece zijn masterplan voor de 14 regionale luchthavens, waaronder de luchthaven van Mykonos. In februari 2021 liet Fraport weten dat de werkzaamheden waren afgerond. Op Mykonos is de vernieuwde terminal nu 50% groter en combineert traditionele architectonische kenmerken van de Cycladen met moderne luchthavenfaciliteiten. Hierdoor is er meer ruimte voor incheckbalies (van 12 naar 16), gates (van 6 naar 7) en security-check lanes (van 4 naar 5).

## Passagiersontwikkeling
Door de groei van het aantal vliegbewegingen op het kleine vliegveld, was men in de zomer van 2014 genoodzaakt de algemene luchtvaartactiviteit ernstig te beperken. Vliegtuigen mochten een technische stop van maximaal 2 uur maken. NOTAM B0335/16 kondigde voor de zomer van 2016 een gelijkaardige beperking aan, maar nu zelfs voor maximaal een uur stilstand.
Het jaarlijkse aantal passagiers volgens de cijfers van de Hellenic Civil Aviation Authority (CAA) tot en met 2016 en vanaf 2017 gebaseerd op de cijfers van de website van de luchthaven:

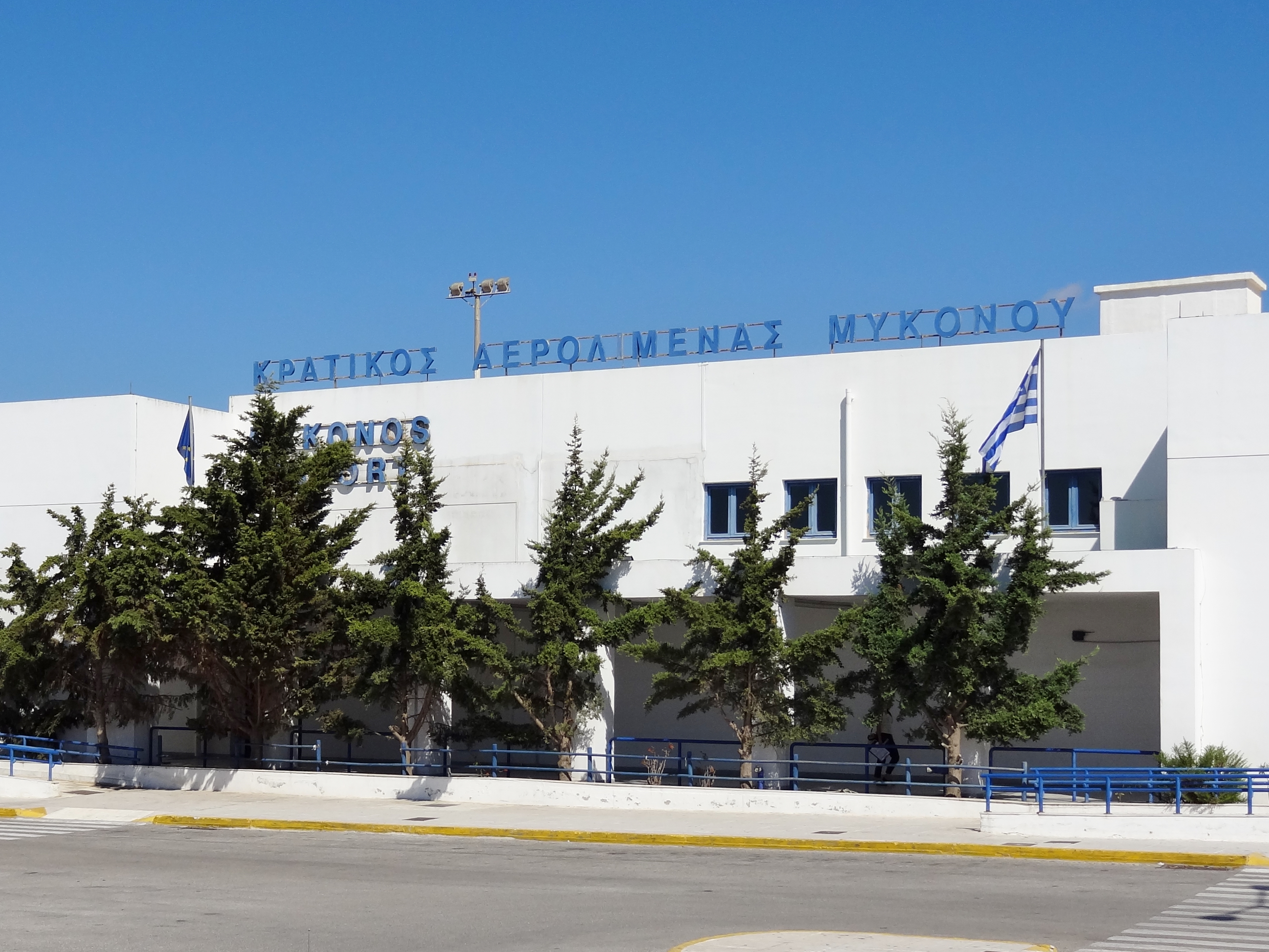
Het oude luchthavengebouw (2013)

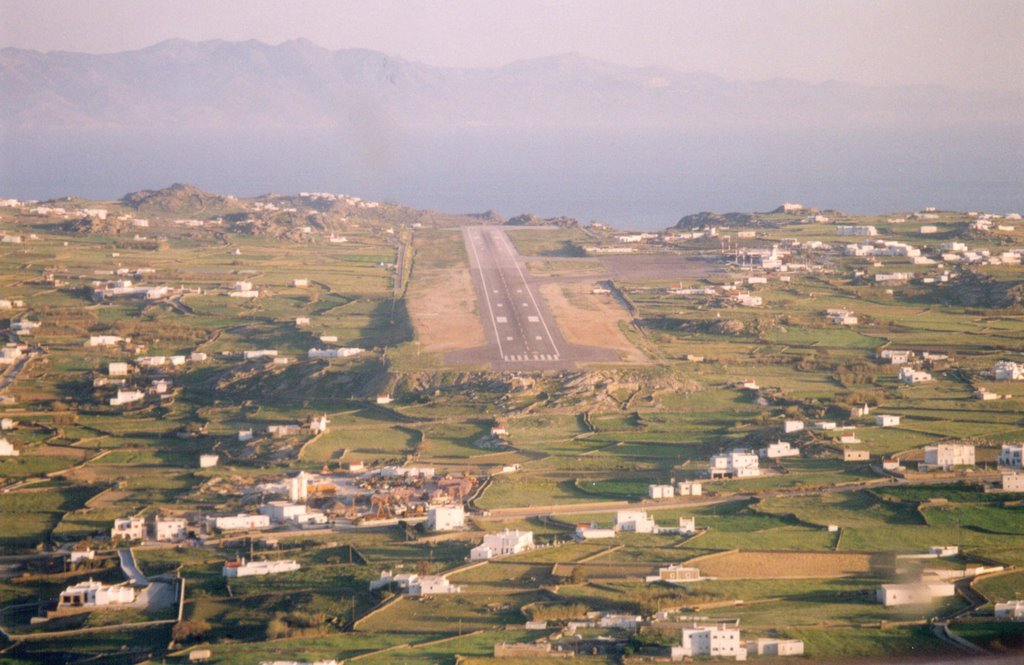
Zicht op de landings- en startbaan van Mykonos Airport

Vanwege een beveiligingsprobleem met de MediaWiki Graph-software is het momenteel niet mogelijk deze grafiek weer te geven. Zodra de software is bijgewerkt zal de grafiek vanzelf weer zichtbaar worden.